# La Boutique du boucher
La Boutique du boucher est une peinture à l'huile sur toile réalisé en 1568 par le peintre flamand de la Renaissance Joachim Bueckelaer, conservée au musée de Capodimonte de Naples.

## Description
Le premier plan est occupé par un étal de boucherie ; au fond un escalier mène à l'étage supérieur, où se trouve une femme penchées vers le bas ; à droite un homme enlace une femme devant une grande cheminée, tandis qu'un peu plus loin un autre récure un pot. Sur les côtés s'ouvrent de brefs aperçus de végétation, comme pour indiquer que la scène principale se passe dans un lieu abrité.
Une moitié de veau, le groin, une cuisse et des saucisses de porc sont pendus à des crochets dans la partie gauche de la boucherie. Deux pieds de cochon s'entrecroisent sur un plateau rouge rectangulaire, dont l'un est placé de façon à attirer l'œil vers le pot de saindoux situé en dessous. Au premier plan, la tête écorchée d'un bovin, flanquée de ses pattes, elles aussi, croisées, et un morceau d'aloyau, sont déposés sur un linge sur l'étal du boucher. Une tête de veau est davantage en retrait, à laquelle correspondent les pattes étalées sur un plat de terre cuite posé sur le plan de travail. La scène de la boucherie présente aussi sur la droite un récipient recouvert d'un linge blanc, rempli de saucisses et de saucissons.
Le boucher est présenté de profil, équipé de son bonnet de feutre, d'un tablier blanc et de ses instruments de travail à la ceinture. Il est représenté au moment où il vient de finir une bière, la chope encore dans sa main gauche, tandis que la droite prend appui sur une table.

## Analyse
Une tradition ancienne, mentionnée dans le De officiis de Cicéron, définit certains métiers liés aux plaisirs du corps comme ministrae voluptatum (ministre des plaisirs). Le métier du boucher évoque ces plaisirs, comme l'indiquent les paniers empilés, élément de raccord entre les parties gauche et droite du tableau, qui contiennent un gros chou, des carottes et, semble-t-il, quelques champignons. Le chou est le symbole de la sexualité féminine, et son association avec les carottes, dont la forme évoque le sexe masculin, n'est pas fortuite. La viande de boucherie offerte au regard du spectateur et la dimension charnelle évoquée par les deux corps enlacés devant le feu confirment que la représentation des « triomphes » de nourriture parle le plus souvent à mots couverts.

## Exposition
Cette peinture est exposée dans le cadre de l'exposition Les Choses. Une histoire de la nature morte au musée du Louvre du 12 octobre 2022 au 23 janvier 2023, parmi les œuvres de l'espace nommé « Accumulation, échange, marché, pillage ».